# فهرست ارزشمندترین باشگاه‌های فوتبال فوربز
این یک فهرست از ثروتمندترین باشگاه‌های فوتبال در جهان است که توسط مجله فوربز بر اساس ارزش دلاری طبقه‌بندی شده‌اند.

## رتبه‌بندی فعلی
از مه ۲۰۲۴
| رتبه | باشگاه          | کشور     | ارزش به میلیون دلار | درصد تغییر در سال | بدهی | درآمد (میلیون دلار) |
| ---- | --------------- | -------- | ------------------- | ----------------- | ---- | ------------------- |
| ۱    | رئال مادرید     | اسپانیا  | ۶٬۶۰۰               | ۹                 | ۱۵   | ۸۷۳                 |
| ۲    | منچستر یونایتد  | انگلستان | ۶٬۵۵۰               | ۹                 | ۱۰   | ۷۸۵                 |
| ۳    | بارسلونا        | اسپانیا  | ۵٬۶۰۰               | ۲                 | ۳۱   | ۸۴۰                 |
| ۴    | لیورپول         | انگلستان | ۵٬۳۷۰               | ۲                 | ۳    | ۷۱۹                 |
| ۵    | منچستر سیتی     | انگلستان | ۵٬۱۰۰               | ۲                 | ۰    | ۸۶۹                 |
| ۶    | بایرن مونیخ     | آلمان    | ۵٬۰۰۰               | ۳                 | ۰    | ۷۸۱                 |
| ۷    | پاری سن-ژرمن    | فرانسه   | ۴٬۴۰۰               | ۴                 | ۲    | ۷۵۴                 |
| ۸    | تاتنهام هاتسپر  | انگلستان | ۳٬۲۰۰               | ۱۴                | ۳۳   | ۶۶۵                 |
| ۹    | چلسی            | انگلستان | ۳٬۱۳۰               | ۱                 | ۲۰   | ۶۲۰                 |
| ۱۰   | آرسنال          | انگلستان | ۲٬۶۰۰               | ۱۵                | ۱    | ۵۶۰                 |
| ۱۱   | یوونتوس         | ایتالیا  | ۲٬۰۵۰               | -۵                | ۲    | ۴۵۹                 |
| ۱۲   | بروسیا دورتموند | آلمان    | ۱٬۹۸۰               | ۲                 | ۱    | ۴۴۱                 |
| ۱۳   | اتلتیکو مادرید  | اسپانیا  | ۱٬۶۰۰               | ۴                 | ۷    | ۳۸۲                 |
| ۱۴   | آ.ث. میلان      | ایتالیا  | ۱٬۶۰۰               | ۱                 | ۰    | ۴۰۵                 |
| ۱۵   | لس‌ آنجلس        | آمریکا   | ۱٬۴۳۰               | ۲۰                | ۱۱   | ۱۴۰                 |
| ۱۶   | وستهام یونایتد  | انگلستان | ۱٬۱۰۰               | ۲                 | ۶    | ۲۸۹                 |
| ۱۷   | اینتر میامی     | آمریکا   | ۱٬۰۳۰               | ۷۲                | ۱۵   | ۱۱۸                 |
| ۱۸   | اینتر میلان     | ایتالیا  | ۱٬۰۰۰               | -۳                | ۴۴   | ۳۹۸                 |
| ۱۹   | لس آنجلس گلکسی  | آمریکا   | ۹۵۰                 | ۳                 | ۰    | ۹۵                  |
| ۲۰   | آتلانتا یونایتد | آمریکا   | ۹۰۰                 | ۶                 | ۰    | ۹۵                  |